# María Isabel Chorobik de Mariani
María Isabel –Chicha– Chorobik de Mariani (San Rafael, província de Mendoza; 19 de novembre de 1923 - La Plata, 20 d'agost de 2018) va ser una activista pels drets humans a l'Argentina, fundadora i segona presidenta de l'Associació Àvies de Plaza de Mayo, de la qual es va separar el 1989. El 1996 va fundar l'Associació Anahí (en honor de la seva neta desapareguda, Clara Anahí Mariani, i la va presidir fins que va morir.

## Biografia
Era filla de Juan Chorobik, polonès, i de Luísa García, de Mendoza. El 1932, quan tenia 10 anys, es traslladà a San Rafael per a continuar estudiant. Cursa els estudis entre 1943 i 1946 a l'Acadèmia d'Arts Plàstiques de la Universitat de Cuyo, però després d'una vaga estudiantil decidí no continuar-hi.
S'inicià en la docència com a professora particular de Dibuix i Pintura i professora ad honorem en l'Associació Infantil “Amigos del Arte”. Entre 1961 i 1965 fou professora a l'Escola Nacional d'Educació Tècnica Núm. 1 en la càtedra de Dibuix, Anatomia Artística i Història de l'Art.
Al març de 1947 es va casar amb el director d'orquestra i violinista Enrique José Mariani, amb qui va estar casada fins a la mort d'ell.

## La dictadura militar
Durant la dictadura militar autodenominada Procés de Reorganització Nacional (1976-1983), el 24 de novembre de 1976, les forces de seguretat van atacar a La Plata la casa del seu fill Daniel Mariani i la seva nora Diana Teruggi, militants de Montoneros, que tenien una filla de tres mesos, Clara Anahí. En l'atac va morir la seva nora, altres quatre militants i va ser segrestada la menor. L'any següent, l'1 d'agost de 1977, va ser assassinat també el seu fill.
En saber que la seva neta havia sobreviscut l'atac, María Isabel Chorobik va començar a buscar-la completament sola per les casernes, comissaries i jutjats, sense aconseguir resultats, i en molts casos sent maltractada o amenaçada per fer-ho. Monsenyor Emilio Graselli, de l'Església catòlica, li va confirmar que la seva neta era viva, però també que havia estat lliurada a una família influent, alhora que li va comunicar que l'Església no estava disposada a intervenir-hi per a la seva restitució.
En la segona meitat de 1977 Chorobik va establir contacte amb Alicia Zubasnabar de De la Quadra, també de la Plata, i entre totes dues van decidir crear una organització d'àvies per buscar els seus nets desapareguts.

## Àvies de Plaza de Mayo
Després del cop d'estat del 24 de març de 1976, el sol fet de preguntar pel parador d'un familiar detingut-desaparegut tenia molt de risc i podia comportar la detenció i desaparició. En aquest moment la situació d'indefensió i impotència dels familiars de les persones desaparegudes era extrema, ja que cap democràcia del món, ni l'Església catòlica ―de gran influència al país―, ni les organitzacions internacionals humanitàries, estaven disposades a intervenir-hi. Tampoc era possible recórrer al sistema judicial, ja que els jutges argentins rebutjaven sistemàticament els recursos d'habeas corpus.En aquestes condicions, un grup de mares, pares i familiars dels desapareguts van iniciar un moviment de resistencia no violenta, que esdevindria històric. La proposta va sorgir d'Azucena Villaflor, després desapareguda, assassinada per la dictadura:
| « | Hem d'anar directament a la Plaza de Mayo i quedar-nos allà fins que ens donin una resposta. | » |

I el 30 d'abril de 1977 van començar a caminar cada dijous al voltant de la Piràmide de la Plaza de Mayo. Entre aquestes mares-àvies hi havia «Licha» de De la Quadra (Alicia Zubasnábar de De la Quadra), que havia començat a participar en les rondes al setembre de 1977, juntament amb el seu espòs i Hebe de Bonafini.

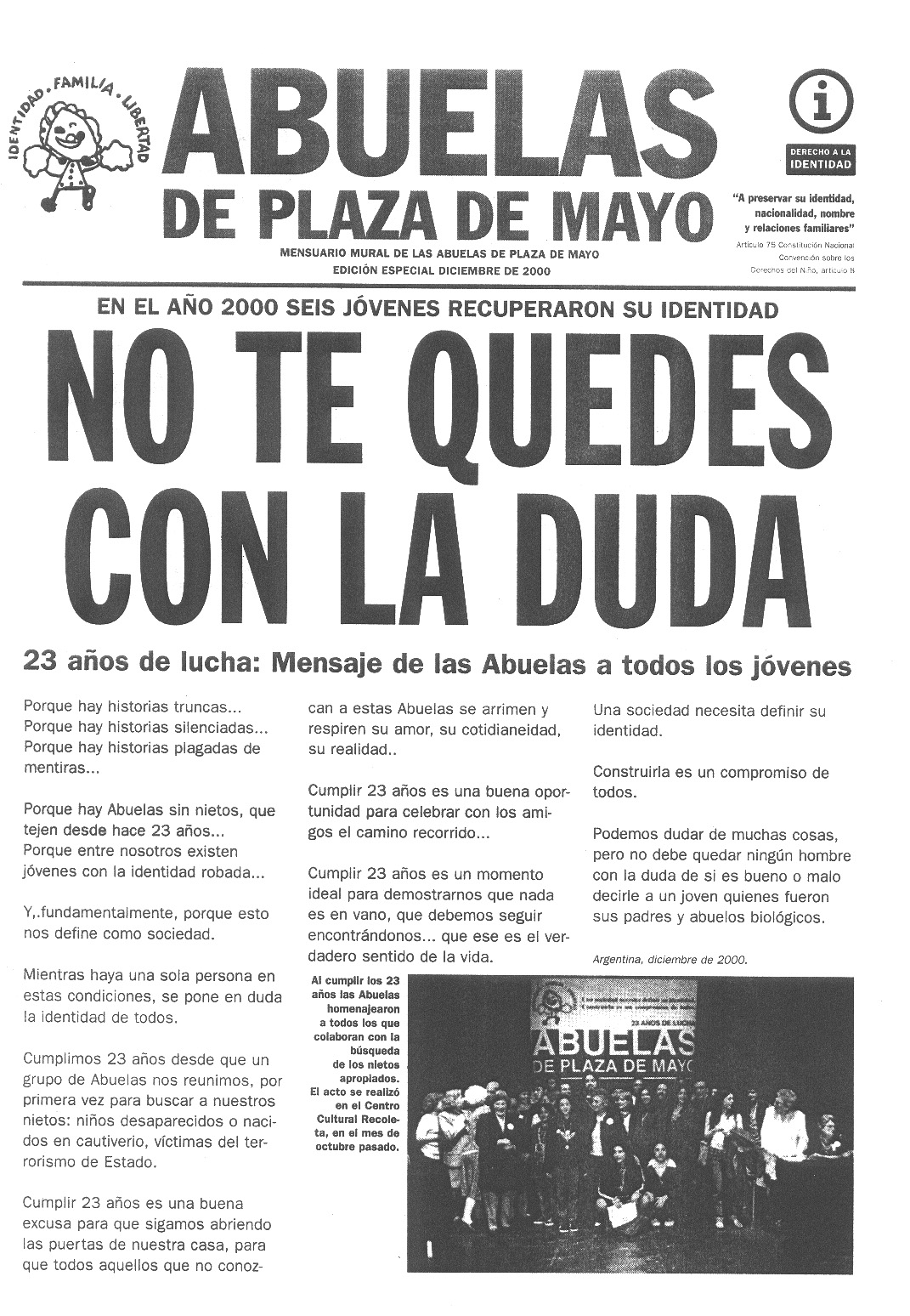

En aquells dies, María Isabel Chorobik de Mariani havia començat a buscar altres mares i àvies de desapareguts que, com ella, també estiguessin buscant els seus néts. Rebé l'impuls de Lidia Pegenaute, una advocada que exercia com a assessora de menors en els tribunals de la Plata, un dels casos excepcionals de funcionaris del poder judicial que van col·laborar genuïnament amb els familiars de desapareguts.
Una vegada recuperada la democràcia, el 10 de desembre de 1983, les Àvies es van organitzar com a associació civil sense finalitats de lucre, i «Chicha» Mariani n'ocupà la presidència. Sota la seva gestió, les Àvies van promoure la utilització dels últims avançaments genètics per a establir un sistema d'identificació dels néts apropiats, sense antecedents en el món, i van pressionar perquè l'Estat jutgés els responsables dels segrestos dels nens, considerant-los com a part d'un pla repressiu.

## Associació Anahí
En 1989, per diferències amb altres membres de l'agrupació, Mariani va deixar Àvies. Al febrer de 1996 va fundar al costat d'Elsa Pavón i altres companyes i companys un nou organisme, l'Associació Anahí, per a promoure, sostenir i defensar la plena vigència dels drets humans. Entre les seves prioritats continuava present la cerca de la seva neta, però l'Associació va tenir i té, al seu torn, com a objectius la construcció de la memòria col·lectiva, l'assessorament en drets humans i la defensa del dret a la identitat. Especialment, l'Associació treballa darrere de la construcció de la memòria al costat de les noves generacions a la Casa Mariani Teruggi; en la cerca de justícia pels crims comesos durant l'última dictadura; en l'acompanyament de persones que busquen els seus orígens, i en la preservació de fonts documentals i testimoniatges referits als esdeveniments històrics que van travessar l'Argentina i el món des dels anys 60.

## Casa Mariani Teruggi
Diana Teruggi, estudiant de Lletres, i Daniel Mariani, llicenciat en Economia, es van mudar el 1975 a una casa del carrer 30 de la Plata, que va funcionar també com una de les cases operatives de Montoneros en aquesta ciutat i on s'amagava la impremta clandestina de la revista Evita Montonera. El 12 d'agost de 1976 va néixer la filla de tots dos, Clara Anahí Mariani.

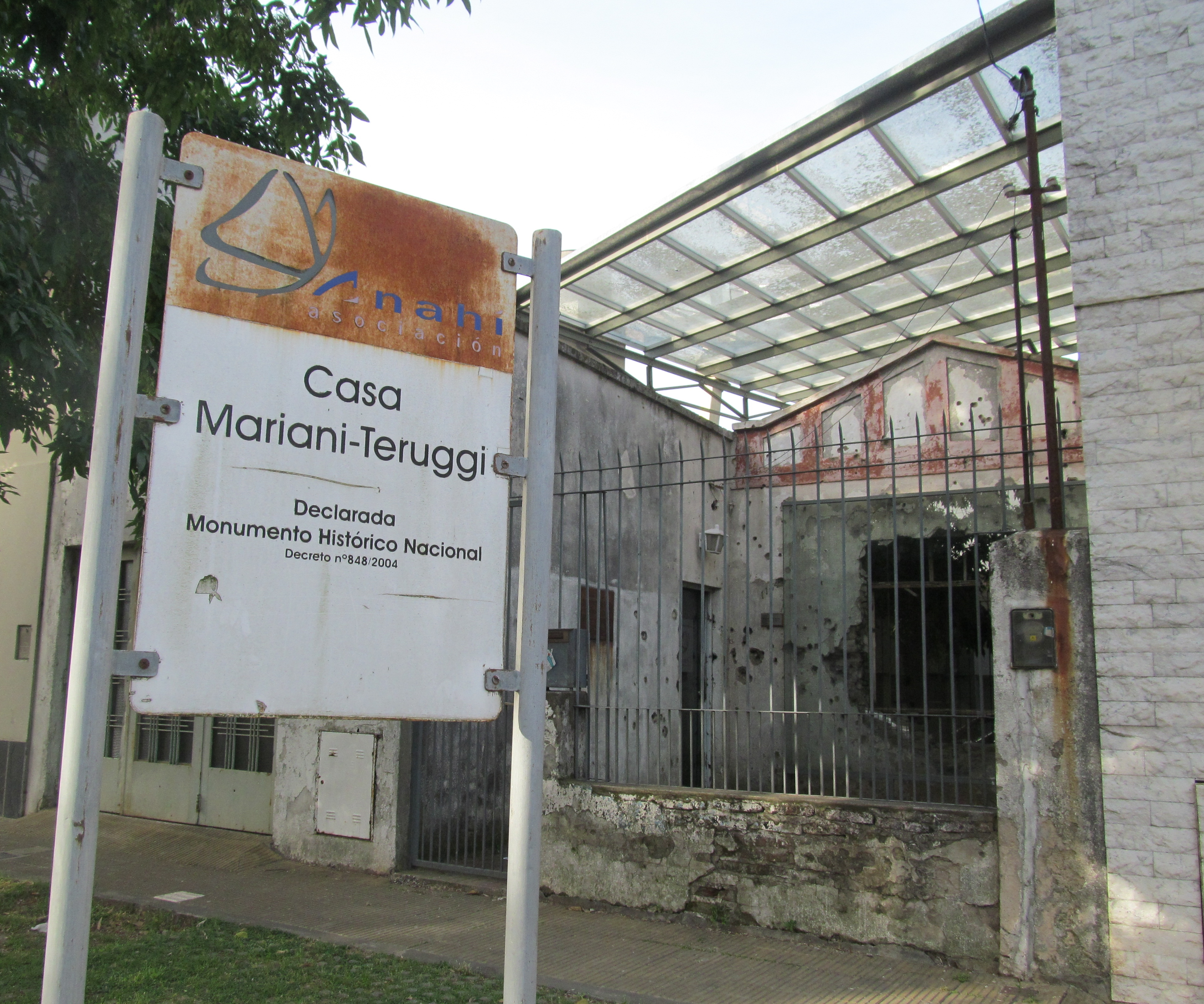
La Casa Mariani Teruggi, a La Plata

Tres mesos més tard, el 24 de novembre de 1976, la casa va ser atacada durant 3 hores per més de cent efectius de l'exèrcit i la policia bonaerense. Totes les persones adultes que eren allí aquest dia van ser assassinades: A més de Teruggi, Roberto Porfidio, Daniel Mendiburu Eliçabe, Juan Carlos Peiris i Alberto Bossio. Clara Anahí Mariani va ser portada amb vida i segrestada aquest dia. El dia de l'atac, Daniel Mariani havia sortit a treballar a Buenos Aires; durant vuit mesos va continuar militant per a l'organització Montoneros des de la clandestinitat. L'1 d'agost de 1977 va ser assassinat, quan estava al costat de la seva companya de militància Laura Carlotto.
En les parets i sostres de la casa encara avui es poden veure l'impacte de les bales i la sang de les persones allí assassinades. El 1998 es recupera la casa i es comença a obrir al públic. Aquest mateix any va ser declarada d'Interès Municipal, i Patrimoni Cultural de la Província de Buenos Aires l'any 2000, d'Interès Nacional el 2003, i Monument Històric Nacional el 2004.

## La falsa reaparició de la seva neta
Al 2015, una dona cordovesa va arribar a la casa de la fundadora d'Àvies de Plaza de Mayo afirmant que ella era Clara Anahí Mariani-Teruggi, la neta desapareguda de «Chicha» Mariani, aportant un suposat informe del CIGA (Centre Integral de Genètica Aplicada), un laboratori privat de la ciutat de Còrdova. Finalment es va demostrar la falsedat del document.

## Judicis
Entre altres causes contra els responsables de delictes de lesa humanitat comesos durant la dictadura militar, «Chicha» Mariani va declarar en el judici seguit contra l'excomissari Miguel Etchecolatz, que al 2007 va ser condemnat a cadena perpètua per l'assassinat de la seva nora Diana Teruggi.

## Reconeixement
El 2007 va ser guardonada per la Legislatura de la Ciutat de Buenos Aires amb diploma d'honor per la seva tasca a favor dels drets humans.
Al 2010, la Universitat Nacional de La Plata li va atorgar el títol de Doctora Honoris Causa, en reconeixement de la tasca duta a terme en favor dels drets humans.
A partir del 3 d'octubre de 2018, l'estudi principal de Radio Caput passà a ser anomenat Estudio Chicha Mariani.